# موش صحرایی (فیلم ۱۹۲۵)
«موش صحرایی» (انگلیسی: The Rat (1925 film)) فیلمی در ژانر درام است که در سال ۱۹۲۵ منتشر شد. از بازیگران آن می‌توان به می مارش، ایزابل جینز، آیوور نوولو، و ماری آولت اشاره کرد.